# Wilson Erazo
Wilson Erazo Argoti (San Gabriel, 4 de marzo de 1964) es un político ecuatoriano, y actual alcalde de Santo Domingo, desde el 14 de mayo de 2019.

## Biografía
Hijo de Digna Emérita Erazo Argoti, fue criado por madre sola, que laboraba como costurera. Vivió por 17 años en la provincia de Carchi, hasta terminar la secundaria. Migró a Quito, a estudiar en la Universidad Central del Ecuador, donde obtuvo su título de ingeniero civil. En 1990, con 26 años, se mudó a Santo Domingo, para comenzar a ejercer su profesión y a dar clases como profesor de educación básica. La vida política de Wilson Armando Erazo Argoti inicio siendo Director de Obras Públicas del GAD municipal de Santo Domingo de los colorados del exalcalde Holger Velastegui. En 1993 se casó con Marisela Tuarez, con quien tiene 2 hijos, Wilson Erazo y Luis Erazo. En 2013, la Senescyt registró su segundo título en abogacía, después de estudiar en la Universidad Luis Vargas Torres. Se desempeñó como presidente de agua potable de la ciudad, y presidente de planeamiento del municipio.

## Vida política
En el año 2000, comenzó su militancia en el partido Frente Radical Alfarista, en la administración de Kléber Paz y Miño, donde obtuvo la concejalía, luego fue reelecto en la tercera administración de Kléber Paz y Miño, con el Partido Social Cristiano; en estas administraciones estuvo envuelto en controversias relacionadas con la invasión de tierras. En 2008 se unió a Alianza País, que ha sido el movimiento oficialista desde 2007, colaboró como militante activo pero sin cargos, para las elecciones de 2014 no obtuvo el apoyo para ser el candidato oficial, siendo elegida la que era alcaldesa y candidata para reelección Verónica Zurita, quien fue derrotada por Víctor Quirola. Ha creado dos movimientos políticos, uno lo fue Nueva Era, y su movimiento político actual, Construir, con quien haciendo una alianza con Democracia Si, de Gustavo Larrea, ganó la alcaldía.

## Alcaldía cantonal
Durante su administración, impulsó subir impuestos en los predios urbanos, moción que fue derogada. Durante la Pandemia de COVID-19 en Ecuador, su alcaldía promovió acciones para mitigar la crisis sanitaria, obras de infraestructura en las principales arterias viales de la ciudad, y obras de infraestructura de programas de vivienda de interés social.
Dentro de las obras realizadas en la administración de Erazo, firmó acuerdos junto a empresas nacionales y extranjeras, en la que sobresale una corporación china.  También se reestructuró gran parte del sistema de alcantarillado pluvial y sanitario en los sectores limítrofes de la ciudad, como lo son son: El Paraíso, Estero Limón, El Ébano, Brasilia del Toachi, Canteras del Municipio, Brisas del Colorado 2 y vía Quinindé. En 2020 se construyeron 4 plantas de tratamiento de aguas residuales nuevas, y dos se repotenciaron. En 2021, se inició el proceso de expansión del camal del trópico húmedo, proyectado dentro de su entorno de influencia, en el punto de vista del alto índice de productividad ganadera de la ciudad, que abarca a dos cantones aledaños, como El Carmen, y La Concordia.
Dentro de otra de la obras en su administración, se contempla que el día 11 de agosto de 2021, se realizó la firma de un convenio de vigencia por 10 años, cuyo objetivo funda las bases para la construcción de una nueva universidad estatal para los habitantes del cantón, cabe mencionar, que al momento, la Universidad de las Fuerzas Armadas (Espe), es la única universidad del estado más cercana al cantón, que cuenta con una extensión ubicada en Luz de América, una de las parroquias rurales de Santo Domingo, a 25 kilómetros de distancia.
El convenio redacta la cooperación conjunta con la Universidad Estatal de Milagro, aunque de la idea final aun no se ha dado declaraciones oficiales por escrito y prensa, en conferencia vía virtual, se menciona que es el paso previo que abrirá una extensión en Santo Domingo, posterior a la apertura de un centro de apoyo, en una vigencia de planeamiento a 10 años. El centro de apoyo inicial, estará ubicado en un sector concurrido de la ciudad, en la readecuación de un predio al que se conoce como Salón de Grandes Líderes.